# Камнишко-засавски партизански одред
Камничко-засавски одред је је био партизанска јединица у саставу Народноослободилачке војске и партизанских одреда Југославије током Другог светског рата у Словенији.
Када је Камнишко-Савињски одред укинут 6. августа 1943. године формирањем Шесте словеначке бригаде Славко Шландер, формиран је његов оперативни простор без територијалне јединице. Штаб Четврте оперативне зоне прво успоставио територију дјеловања, а од специјалне и минерске чете 15. фебруара 1944. и обновио Камнишко–Савињски одред. Одред је био задужен одржавање веза преко Саве између Штајерске и Долењске, за пролаз бораца и снадбијевање наоружањем, за рушење жељезничких пруга, мобилизацију и друге задатке. Убрзо се за одред усталио назив Камнишко-засавски партизански одред јер је дјеловао на камнишком и камнишком и засавском крају, али не и у долини Савиње. Штаб одреда који су чинили Иван Белец и Антон Грошељ формирали су 1. батаљон (контролисао десну обалу Саве), 2. батаљон (који је контролисао лијеву обалу Саве), минерску чету и још неколико посебних патрола. У јеку припрема за реорганизацију јединица, 
Камнишко-засавска пољска чета изгубила је 57 бораца у изненадном њемачком нападу 24. фебруара код засеока Окло код Виња. Ипак, штаб је убрзо основао и батаљоне и друге јединице, као и посебну транспортну станицу. Свакодневно су организовани траспорти преко ријеке Саве и у овом периоду је пребачено, преко три прелаза, око 10.000 нових бораца у Седми словеначки корпус НОВЈ у Долењској. У супротном правцу је пребацивана оружје, муниција и друга опрема за потребе Четврте оперативне зоне. Одред се старао и о партизанским магацинима и радионицама. И поред јаког обезбјеђења пруге Лазе при Долскем – Зидани Мост – Цеље, минери из одреда су скоро свакодневно успјевали да ометају саобраћај диверзантским акцијама. Укупно су уништили 9 километара жељезничког колосијка, онеспособили више од 300 парних локомотива и вагона, срушили око 30 мостова и успјешно се сукобљавали са непријатељским патролама. Када је средином 1944. Долењски одред преузео задатке на десној обали Саве, појачала се и борбена активност Камнишко-засавског одреда. Одред је у августу 1944. имао око 350 бораца. Команданти одреда, након Ивана Белеца били су Антон Пољаншек и Иван Зоре, док су политички комесари били Станислав Каро и Марко Кукец. Одред је у љето 1944. године имао неколико жестоких борби у одбрани ослобођене долине у околини Моравча, а штаб 4. оперативне зоне укључио га је у своје крупније операције. Одред је највише сарађивао са Шестом словеначком бригадом, Једанаестом словеначком бригадом „Милош Зиданшек“ и 14. словеначка дивизија НОВЈ. Своју борбену моћ одред је појачао формирањем јуришног батаљона новембра 1944. Током зиме 1944/1945, одред је имао више тешких напада. Почетком прољећа 1945. поново се ојачао и у завршним операцијама ослободио велики дио насеља од Долског до Зиданог Моста.